# Протизаторний збір у Лондоні
Протизаторний збір в Лондоні — транспортний збір для деяких автовласників за в'їзд в Центр Лондона. Станом на 2006 рік, Лондон був найбільшим містом, в якому було запроваджено транспортні збори проти заторів. За в'їзд в платну зону починаючи з 7-ї години ранку і до 6-ї години вечора збирається плата £8. У випадку несплати збору з водіїв стягується штраф. Платну зону було запроваджено 17 лютого 2003 року та було поширено на частини Західного Лондона 19 січня 2007. Метою збору є знеохочення використання приватних авто, зменшення заторів на дорогах, та отримання додаткових інвестицій у громадський транспорт.
Ця схема була першою великою схемою протизаторних зборів у Великій Британії, її впровадження супроводжувалось суперечливими даними про рівні транспортних потоків, рівні активності підприємницької діяльності, та місцеве навколишнє середовище. Декілька великих міст з усього світу використали в себе досвід запровадженої в Лондоні схеми.

## Історія

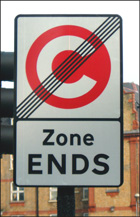
Знаки відмічають границю платної зони.

У Великій Британії існує велика кількість платних доріг та мостів, таких як перехрестя Северн, перехрестя в Дартфорді та Міст четвертої дороги. Платні дороги в управлінні різноманітних товариств були поширеним явищем починаючи з пізніх 1600-их і по 1800-ті. Запровадження загальних дорожніх зборів підтримувало багато людей, наприклад, відомим економістом 18-го століття Адамом Смітом.

## Принцип дії

### Оплата та винятки

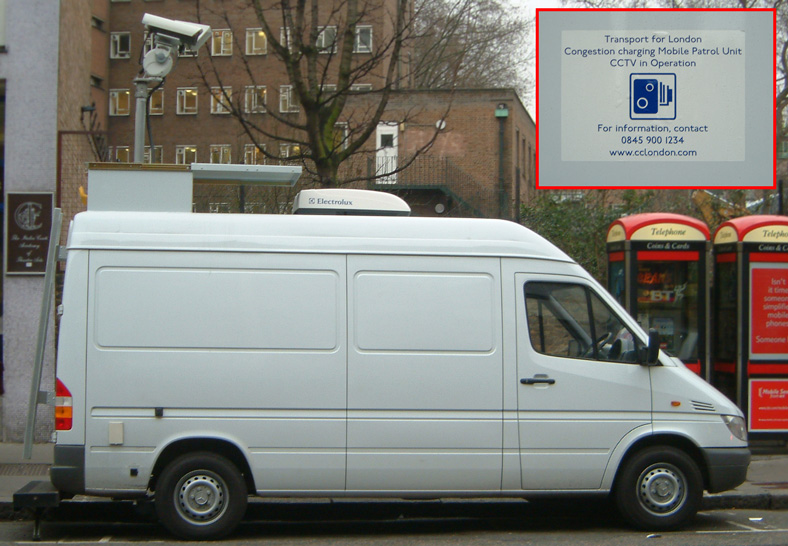
Камери спостереження та автобуси патрулюють зону, знімаючи відео. Автобуси можна відрізнити завдяки наліпці на задніх дверцятах.

Протизаторний збір було запроваджено починаючи з 17 лютого 2003. Водії відповідають за оплату зборів та штрафів та укладають угоду з TfL терміном до 2009 року. Денний збір, (встановлений в розмірі £5 на початку, а згодом, збільшений 4 липня 2005 до £8,) стягується з зареєстрованих водіїв авто, що в'їжджають, виїжджають, або рухаються в платній зоні починаючи з 7 ранку і до 6 вечора (раніше, 6:30 вечора), з понеділка до п'ятниці, за винятком свят та на Різдво. Водії мають можливість оплатити збір через інтернет, повідомленням SMS, в магазинах, обладнаних апаратами PayPoint, або через телефон. Збір можна оплатити на наступний день за збільшеним тарифом за £10. За невчасну сплату накладається штраф у розмірі £100, який зменшується до £50 якщо виплачений протягом 14 днів, але збільшується до £150 після 28 днів.
Деякі транспортні засоби, такі як автобуси, мінібуси (певного розміру), таксі, автомобілі екстрених служб (швидкої медичної допомоги, пожежної служби, поліція), мотоцикли, машини на альтернативному паливі, та велосипеди збір не сплачують, хоча, деякі із винятків є 100% знижками і вимагають реєстрацію. У випадку гібрідних авто , плата за реєстрацію складає £10 що перевищує протизаторний збір за один день. Мешканці зони мають 90% знижку в разі оплати збору на тиждень або більше за раз (однак, вони повинні також сплатити адміністративні збори за право отримати цю знижку, наразі, мінімальний адміністративний збір становить 10GBP).
TfL може звільняти від сплати збору на маленьких ділянках зони за вказанням поліції для того, аби перенаправляти транспортні потоки в бік від дорожніх пригод. Транспортний збір було тимчасово скасовано 7 липня та 8 липня 2005, через терористичні атаки на транспорт Лондона.

## Наслідки запровадження

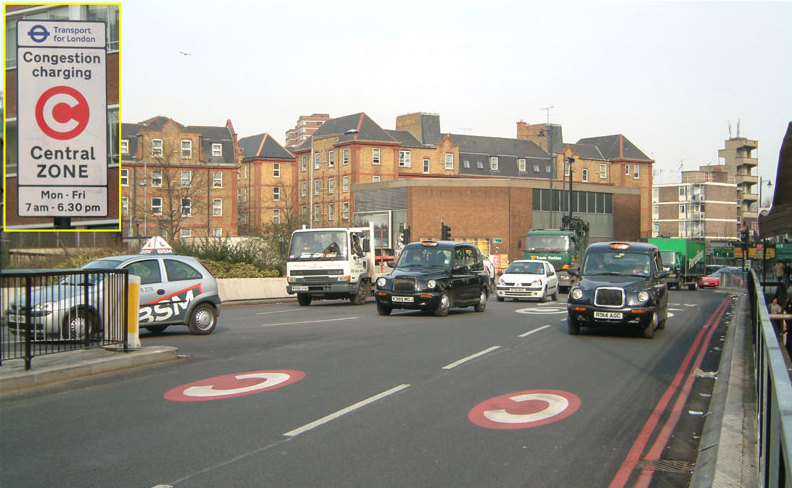
На Олд Стріт дорожні знаки та розмітка попереджають водіїв про в'їзд у платну зону.

### Потік транспорту
23 жовтня 2003 TfL надрукувала доповідь з результатами дослідження перших шести місяців запровадження збору. Основними результатами доповіді було те, що кількість автомобілів в центральній зоні зменшилась на 60 000 у порівнянні із попереднім роком, що становить зменшення кількості машин (на які не поширюються винятки) на 30 %. Приблизно 50—60 % цього зменшення приписується переходом на громадський транспорт, 20—30 % на уникнення шляхів через зону, і решта через збільшення спільного користування авто, зменшенням кількості поїздок, збільшення кількості поїздок поза годинами роботи зони, збільшення кількості мотоциклів та велосипедів. Було встановлено, що тривалість поїздок скоротилась на 15 %. Коливання тривалості поїздок одним і тим шляхом також зменшилась. В доповіді зазначалось, що збір призвів лише до незначного зменшення обсягів роздрібної торгівлі. Також, зазначалось, що приблизно 100 000 штрафів стягується щомісяця. Приблизно 2000 штрафів опротестовувалось. Із більшого, ніж очікувалось, зменшення кількості транспорту випливало, що доходи TfL становитимуть лише £68 мільйонів — значно менше £200 мільйонів на рік, які планувалось отримувати в попередніх розрахунках TfL в 2001 році. Насправді, після завершення великої кількості транспортних робіт, що проводились в Лондоні протягом 2001-2002 років в листопаді того ж року, TfL встановила, що транспортний потік значно скоротився, і прогнозовані прибутки було зменшено до £130 мільйонів на рік. Після запровадження збору в лютому 2003, потік транспорту знову зменшився, що призвело до ще більшого зменшення прибутків.
В наступній доповіді, надрукованій TfL в жовтні 2004 стверджувалось, що із 13 показників для транспорту в Лондоні до 2010, досягнуто буде лише 7. Зокрема, стверджувалось, що не буде досягнуто значень показника зменшення автомобільних корків в Великому Лондоні. В 2006 р., в останній доповіді TfL, стверджувалось, що кількість заторів та затримок транспорту зменшилась на 26 % у порівнянні із періодом до запровадження збору. Також зазначалося, що збір не має жодного впливу на безпечність на дорогах — тривала повільна тенденція до зменшення аварій. Для порівняння, під час експериментального запровадження антизаторного збору в Стокгольмі, спостерігалось зменшення заторів на 25%.

### Бізнес
Було підраховано, що через розширення дії платної зони на Західний Лондон в лютому 2007 року, приблизно 6 000 людей втратять роботу.

### Навколишнє середовище
Спостереження «Transport for London» показали зменшення рівня забруднення повітря в платній зоні та в межах границі Іннер Рінг Роад. Вміст оксиду азоту (NOx) зменшився на 13.4% починаючи з 2002 & 2003 разом зі зменшенням оксиду вуглецю (CO2) та твердих часток (PM10). Докладніші дані показано в наступній таблиці, дані за 2003/2004 роки є оцінками TfL.
|                                                                                | Платна зона | Платна зона | Платна зона | Дорога Внутрішнього Кільця | Дорога Внутрішнього Кільця | Дорога Внутрішнього Кільця |
|                                                                                | NOx         | PM10        | CO2         | NOx                        | PM10                       | CO2                        |
| Загальні зміни викидів вихлопних газів 2003 порівняно з 2002                   | –13,4       | –15,5       | –16,4       | –6,9                       | –6,8                       | –5,4                       |
| Загальні зміни викидів вихлопних газів 2004 порівняно з 2003                   | –5,2        | –6,9        | –0,9        | –5,6                       | –6,3                       | –0,8                       |
| Джерело інформації: Transport for London [Архівовано 25 червня 2013 у WebCite] |             |             |             |                            |                            |                            |